# Les Héritiers
Les Héritiers (Uma Turma Difícil (título em Portugal) ) é um filme de comédia dramática francês realizado por Marie-Castille Mention-Schaar e escrito por Ahmed Dramé. Foi exibido em França a 3 de dezembro de 2014 e em Portugal a 29 de abril de 2015.

## Elenco
- Ariane Ascaride como Anne Gueguen
- Ahmed Dramé como Malik
- Noémie Merlant como Mélanie
- Geneviève Mnich como Yvette Thomas
- Stéphane Bak como Max
- Amine Lansari como Rudy
- Wendy Nieto como Jamila
- Aïmen Derriachi como Said
- Mohamed Seddiki como Olivier / Brahim
- Naomi Amarger como Julie
- Alicia Dadoun como Camélia
- Adrien Hurdubae como Théo
- Raky Sall como Koudjiji
- Koro Dramé como Léa
- Xavier Maly como Diretor